# Musculus depressor labii inferioris
Der Musculus depressor labii inferioris („Niederzieher der Unterlippe“) ist ein Hautmuskel des Kopfes. Der Muskel entspringt am Unterkiefer zwischen Musculus mentalis und Musculus depressor anguli oris. Der Muskel strahlt in die Unterlippe ein, wo sich seine Muskelfasern in die des Musculus orbicularis oris einkreuzen. Der Muskel gehört zur mimischen Muskulatur und zieht die Unterlippe nach unten. Er wird vom Ramus marginalis mandibulae des Nervus facialis innerviert, die Blutversorgung erfolgt über die Arteria labialis inferior.